# Christophorus Clavius
Christophorus Clavius (n. 25 martie 1538, Bamberg, Bayerischer Reichskreis⁠(d), Sfântul Imperiu Roman – d. 6 februarie 1612, Roma, Statele Papale) a fost un matematician și astronom german, unul dintre principalii realizatori ai calendarului gregorian.

## Biografie
Aparținea Ordinului iezuit și era unul dintre cei mai reputați astronomi ai epocii sale, cărțile sale ajungând, grație activității misionarilor, până în țări îndepărtate. A studiat în parte și apoi a predat exclusiv la  Colegiul Roman al iezuiților.
Craterul Clavius de pe Lună îi poartă numele.